# Сиенска школа
Сиенската школа е направление в италианската живопис, развиващо се в град Сиена, Тоскана, през 13 – 16 век.

## Особености
Тази школа се отличава с особено, присъщо само на нея смесване на византийски, готически и ренесансови елементи.
Художниците, творили по сиенски маниер, дълго време са недооценявани от изкуствоведческата наука. Това е свързано на първо място с традицията, наложена с теоретичните анализи на Джорджо Вазари. Твърденията му, че византийската живопис е основа на сиенската школа, имат повърхностен характер.
Сиена постоянно се конкурира с Флоренция за хегемония в Тоскана, а сиенските художници се състезават с флорентинските. От съвременна гледна точка се счита, че през 13 – 14 век Сиенската школа изпреварва в художествено отношение флорентинската, но през 15 – 15 век ѝ отстъпва това първенство.
За определяне на съществуването на художествена школа са необходими като минимум два параметра: 1. наличие на приемственост на художествените прийоми и навици; 2. наличие на художествени династии. При Сиенската школа освен изброеното има нещо различно – свой особен светоглед, както и религиозна идеология, която формира този светоглед.
Сиенският художник не иска и не може да бъде флорентински, защото вече е сиенски чрез своя сиенски патриотизъм, вярност на традицията и своеобразно разбиране за красота. Вероятно сиенският художник е по-близо до „божествения свят“ отколкото до земния, затова той следва тези художествени прийоми, които от неговата гледна точка могат реално да придадат религиозната идея отколкото т. нар. реализъм.

## Начало
Източниците на сиенската живописна традиция следва да се търсят във втората половина на 13 век. Именно към този период се отнася творчеството на първите художници, предшественици на Дучо ди Буонинсеня, които започват да трансформират разпространилата се в Тоскана византийска живопис в съответствие със своите представи и вкусове. Разпространението на византийските маниери е свързано с общото мнение, че византийските икони по-достоверно предават ликовете на Христос и останалите евангелски персонажи, и притежават чудодейна сила. Готическите импулси, проникващи в Тоскана от север, внасят корективи и възпитават вкус към експериментиране.
От една страна цялата тосканска живопис от това време, и сиенската в частност, може да се разглежда само като провинциален вариант на византийската живопис, наравно с живописта на гърците, сърбите или българите. От друга страна сиенските художници създават разнообразни вариации на византийските теми. Те все повече се отделят от византийската неподвижност и застиналост, създавайки уникална сплав от достигналите до тях различни художествени стилове.

## 13 век: Дуеченто
От средата на 13 век в сиенската живопис се забелязва завладяващо оживление. Положителна роля в развитието на Сиенската школа изиграва появата в Сиена на Копо ди Марковалдо. Сиенските художници от втората половина на 13 век – Гуидо да Сиена, Диетисалви ди Спеме, Гуидо ди Грациано и др., със своите разнообразни корекции на византийското изкуство подготвят почвата за качествения скок в сиенската живопис. Нужен е обаче талант, който да издигне сиенското изкуство на това ново ниво. Този художник се оказва именно Дучо ди Буонинсеня.
След битката при Монтаперти (1260 г.), в която сиенците с вяра в това, че ги покровителства Богородица, побеждават флорентинците, Сиена става център на култа към Мадоната. През 1260 – 1300 г. повечето икони на Мадоната за църквите на Тоскана се рисуват в художествените работилници на Сиена. Именно затова в сиенската живопис, достигнала до нас от тези времена, има така много изображения на Богородица. Нейният култ в Сиена толкова дълбоко се вкоренява, че освен в църквите сиенциte смятат за нужно да поставят нейния „портрет“ и на стената на Палацо Публико, за да може да „присъства“ на всички заседания на Градския съвет (фреската е на Симоне Мартини – „Маестà“ от 1315 г.)

### Художници (1200–1250)
- Майстор от Треса (ок. 1215 – сл. 1250)

### Художници (1251–1300)
- Копо ди Марковалдо (ок. 1225 – ок. 1275
- Гуидо да Сиена (ок. 1230 – ок. 1290)
- Диетисалви ди Спеме ( ок. 1250 – 1291)
- Гуидо ди Грациано (посл.четвърт на XIII век)
- Риналдо да Сиена (посл. четвърт на XIII век)
- Вигорозо да Сиена (посл. четвърт на XIII век)

- Копо ди Марковалдо. „Мадоната с Младенеца“. ок. 1265 г. църква „Сан Мартино дей Серви“, Орвието.
- Гуидо да Сиена. „Маестà“, ок.1270 г. Палацо Публико, Сиена
- Диетисалви ди Спеме. „Мадоната с Младенеца и ангели“. ок. 1262 г. Пинакотека. Сиена
- Гуидо ди Грациано „Мадоната с Младенеца на трон“ 1285 – 95 г. Сиена, църква „Сан Реголо“.
- Риналдо да Сиена „Мадоната с Младенеца и Разпятие“. ок. 1265 – 75 г., Национална галерия, Лондон

## 14 век: Тречeнто
С изключение на крупната политико-нравствена манифестация, каквато са фресковите алегории на Амброджо Лоренцети в Палацо Публико, практически цялата сиенска живопис на 14 век тематично е свързана с Библията или с жизнеописанието на светците, респективно тя е изцяло религиозна.
В края на 13 век Дучо ди Буонинсеня радикално трансформира византийския маниер, създавайки това, което вече може отчасти да се счита за разновидност на готическата живопис. Около него възниква цяла група ученици: Маестро ди Бадия а Изола, Уголино ди Нерио, Сеня ди Бонавентура и неговият син Николо ди Сеня, както и т. нар. Маестро ди Чита ди Кастело. Дучо е фундаментът на Сиенската школа.
Следващата крупна фигура е Симоне Мартини. Той е вече запознат с живописния рационализъм на Джото, но го преработва в готически дух, като създава изискано художествено съчетание. Негови ученици са Липо Меми и някои художници, работещи в Авиньон, като напр. Матео Джованети.
Големи художници от първата половина на 14 век са братята Пиетро и Амброджо Лоренцети. Пиетро смело включва в своето творчество някои иновации на Джото. Той повлиява на Николо ди Сер Соцо и Бартоломео Булгарини. Амброджо Лоренцети, който през 1321 г. е във Флоренция, в своето творчество използва опита на флорентинските художници.
Епидемията от чума през 1348 г. внася своите корективи. Общият упадък застига страната и художествения процес, като някои от художниците просто умират от чума. След тази катастрофа, по сметка на специалистите, производството на художествени продукции в Тоскана се съкращава около пет пъти.
Художниците от втората половина на 14 век – Лука ди Томе, Липо Вани, Якопо ди Мино дел Пеличайо и др. в своето творчество се опират на постиженията на Сиенската школа от първата половина на века, създавайки изискано религиозно изкуство.

### Художници (1301–1350)
- Дучо ди Буонинсеня (ок. 1255 – 1318 или 1319)
- Сеня ди Бонавентура (ок. 1280 – 1331), племенник на предходния
- Николо ди Сеня (незив. – ок. 1348), син на предходния
- Франческо ди Сеня (документиран 1328 – 1339), брат на предходния

- Мемо ди Филипучо (ок. 1260/1265 – сл. 1324)
- Липо Меми (1390-те – 1356), син на предходния;
- Симоне Мартини (ок. 1284 – 1344), зет на Мемо ди Филипучо

- Маестро ди Бадия а Изола (неизв. – ок. 1290 – 1320)
- Маестро ди Чита ди Кастело (неизв. – 1-ва пол. на 14 век)
- Барна да Сиена (15 век), вероятен
- Уголино ди Нерио (ок. 1280 – 1330-1335)

- Амброджо Лоренцети (ок. 1290 – 1348)
- Пиетро Лоренцети (ок. 1280 – 1348), брат на предходния
- Уголино Лоренцети – измислено име от изкуствовед, всъщност картините принадлежат на четката на Бартоломео Булгарини
- Бартоломео Булгарини (1300 (или 1310) – 1378)
- Надо Чекарели (работи в Сиена 1330 – 1360 г.)

- Дучо ди Буонинсеня
. „Лондонски Триптих“ 1300 – 05 г. Лондонска национална галерия
- Мемо ди Филипучо
, „Св. Йоан Богослов“ – фрагмент от полиптих
, Музей Линденау, Алтенбург
- Уголино ди Нерио
. „Св. Маргарита с кръста в ръка“. ок. 1330. Музей на изкуството, Портланд.
- Сеня ди Бонавентура, „Мадона с младенеца“, 1325 – 30
, Хонолулу – Музей на изкуствата
- Майстор Бадия а Изола.
 „Маеста“ ок.1300 г.
 Градски музей на религиозното изкуство, Коле ди Вал де'Елс.
- Маестро ди Чита ди Кастело. „Разпятие“ ок. 1320 г. Манчестър, Галерия за изкуствата.
- Барна да Сиена
„Мистичната сватба на Св. Екатерина“
- Симоне Мартини 
„Светото семейство“
- Липо Меми
. „Мадона Милосърдие“. ок. 1320 г. Орвието, катедралата.
- Бартоломео Булгарини, „Света Екатерина“
- Николо ди Сеня
 „Света Екатерина Александрийска“ – темпера върху панел
- Франческо ди Сеня
. „Кръст Булгарини“. 1328 – 39, Сиена, Пинакотека.
- Надо Чекарели
„Благовещение на Богородица“. Колекция Ноортман, Маастрихт, Нидерландия

### Художници (1351–1400)
- Бартоло ди Фреди (ок. 1330 – 1410)
- Спинело Аретино (ок. 1350 – 1410)
- Тадео ди Бартоло (ок. 1362 – 1422)
- Андреа Вани (1330/1333 – сл. 1414)
- Липо Вани (работи 1341 – 1375 г.)
- Франческо ди Ванучо (неизв. – пр. 1391)
- Лука ди Томе (ок. 1330 – сл. 1389)
- Николо ди Сер Соцо (неизв. – 1363)
- Паоло ди Джовани Феи (ок. 1345 – 1411)
- Николо ди Бонакорсо (незив. – 1388)
- Якопо ди Мино дел Пеличайо (1315/19 – пр. 1396)
- Андреа ди Бартоло (ок. 1360/70 – 1428)

- Бартоло ди Фреди, „Бог позволява на дявола да изкуши Йов“, Катедрала на Сан Джиминяно
- Спинело Аретино. „Мадоната с Младенеца и ангели“. ок. 1405 г. Кливлънд, Музей на изкуството.
- Тадео ди Бартоло. „Мадоната с Младенеца, Св. Андрей и Йоан Кръстител“ 1395 г., Будапеща, Музей на изящните изкуства.
- Андреа Вани „Мадона“, ок. 1390
- Липо Вани. „Богородица“, фреска. 1360 г. църква „Сан Леонардо ал Лаго“, Сиена
- Франческо ди Ванучо. „Разпятие със светци и дарители“. Хоругва. 1380 г. Берлин, Художествена галерия
- Лука ди Томе. „Възкресение на Лазар“, пр. 1362 г. Ватикана, Пинакотека
- Николо ди Сер Соцо и Лука ди Томе. „Мадона с младенеца и четири светии“, 1362 г. Сиена, Пинакотека
- Паоло ди Джовани Феи. „Възнесение на Мария“, ок. 1385 г. Вашингтон, Национална галерия
- Николо ди Бонакорсо „Мадоната с Младенеца, св. Йоан Кръстител, Светите архиепископи и ангели“
- Якопо ди Мино дел Пеличайо. „Разпятие“ (Плачещи ангели), фреска. 1342 – 43 г. Чита дела Пиеве, Ораторио-ди-Сан-Бартоломео
- Андреа ди Бартоло, Коронясване на Мария. 1405 – 07 г. Ка д’Оро, Венеция

### Портретен жанр
За влиянието на Сиенската школа на създаване на портретния жанр (виж Портретът в италианския Ренесанс). 

## 15 век:Куатроченто
Ако „идеен мотор“ на флорентинската живопис на 15 век са представите на хуманистите и научните знания, то идеен стълб на художниците от Сиена през 15 век е отново религиозната нравственост. Това положение учените обясняват с влиянието, което има нравственият пример на Св. Екатерина Сиенска, а така също проповедите на църковния деятел Св. Бернардин, живял в Сиена в началото на 15 век, който със своите речи довежда тълпата до изстъпление. Възвишената религиозна духовност изисква съответен художествен език, във връзка с който живописните прийоми на международната готика се оказват по-близко до сиенските художници отколкото прийомите на Флорентинската школа. Разбира се сиенските майстори виждат творбите на флорентинците, но се отнасят към тях с известно отчуждение. Възможно е причината да е дългият антагонизъм между Сиена и Флоренция. Така или иначе, ако сравним живописта на Флоренция и живописта на Сиена през 15 век, се забелязва консервативността на последната. Този консерватизъм не отменя особената поетичност и изисканост, присъщи на Сиенската школа в цялост.
15 век е „сребърният век“ на сиенската живопис. През този период новият разцвет на Сиенската школа не е така ярък като разцвета във Флоренция, но е не по-малко интересен.

### Художници (1401–1450)
- Джовани ди Паоло (ок. 1400 – 1482)
- Пиетро ди Джовани д'Амброджо (документиран 1410 – 1449)
- Стефано ди Джовани Сасета (1392 – 1450/1451)
- Маестро дела Осерванца (работи ок. 1430-1480-те г.)
- Приамо дела Куерча (1400 – ок. 1467/68)
- Лоренцо ди Пиетро (Векиета) (1410 – 1480)
- Доменико ди Бартоло (ок.1400/1404 –  1444/1447)
- Мартино ди Бартоломео (ок. 1370/1375 – ок. 1434)
- Бенедето ди Биндо (ок. 1380-85 – 1417)
- Сано ди Пиетро (1405 – 1481)
- Грегорио ди Чеко (известен 1418 – 1424)

- Джовани ди Паоло. „Мадона умиление“. 1442 г. Бостън, Музей за изящни изкуства.
- Пиетро ди Джовани д'Амброджо „Рождество със Св. Августин и Галгано“, 1430 – 35 г. Ашано, Музей за религиозно изкуство.
- Стефано ди Джовани Сасета. „Олтар на Св. Франциск". централен панел: Св. Франциск в слава. 1437 – 44. Сетиняно, Колекция „Бернсон“
- Маестро дела Осерванца, „Мадоната с Младенеца и два херувима“. 1440 – 44 г., Ню Йорк, Музей „Метрополитън“
- Приамо дела Куерча „Мадоната с Младенеца и ангели“. 1430 – 40, Музей „Метрополитън“ (Ню Йорк)
- Векиета „Мадоната с Младенеца и светци", 1457 г. Галерия „Уфици“ (Флоренция).
- Доменико ди Бартоло, „Мадоната с Младенеца“ 1437 г
- Мартино ди Бартоломео. „Коронясването на Мария" 1400 г. Лос Анджелис, Музей на окръга.
- Бенедето ди Биндо – „Мадоната с Младенеца и дарители“. ок. 1415, Колекция „Самюел Флейшър“, Филаделфия
- Сано ди Пиетро. Мадона „Милосърдие". 1440-те г. Частна колекция.
- Грегорио ди Чеко. „Мадоната на трон с ангели", началото на XV век, Музей „Лихтенщайн“, Виена.

Сиенската живопис от втората половина на 15 век е недостатъчно добре изучена. Сега вече става ясно, че сиенският Ренесанс не е бледа сянка на Ренесанса във Флоренция, а притежава самостоятелно развитие от средата на 15 век. Голяма роля в постепенното преобразяване на сиенската 200-годишна традиция изиграва Еней Силвий Пиколомини, който под името Пий II е избран за папа. Този изтъкнат хуманист и литератор покровителства Сиена по времето на своя понтификат, опекунства изкуството и е проводник на нов светоглед. Сиенските художници все повече се включват в кръговрата на тосканските художествени идеи, а постиженията на сиенските живописци предизвикват възхищение у флорентинските художници, склонни към поетически светоглед, напр. у Ботичели.
Флорентинско влияние имат работите на един от водещите художници на Сиена от 15 век – Сасета. През 1427 и 1457 – 59 г. в Сиена идва Донатело. Създадените от него в града произведения усилват влиянието на флорентинските художествени идеи, които намират отражение в творчеството на Векиета и Доменико ди Бартоло. Тези идеи отчасти присъстват в творчеството на сиенските художници от 2-рата половина на 15 век - Матео ди Джовани, Нерочо де Ланди, Франческо ди Джорджо, Бенвенуто ди Джовани, трактувани от тях в чисто сиенски, приказно-поетически, готически дух.

### Художници (1451–1500)
- Матео ди Джовани или Матео да Сиена (ок. 1430 – 1495)
- Нерочо де Ланди (1447, Сиена – 1500)
- Сано ди Пиетро (1405 – 1481)
- Франческо ди Джорджо (1439 – 1501)
- Бернардино Фунгаи (1460 – 1516)
- Бенвенуто ди Джовани (1436 – сл. 1518)
- Пиетро Ориоли (ок. 1458 – 1496)
- Гуидочо Коцарели (1450 – 1517)
- Пелегрино ди Мариано (ок. 1425 – ок. 1495)
- Андреа ди Николо (ок. 1440 – 1514)
- Майстор на историята за Гризелда (работи в края на XV век)
- Пиетро ди Доменико да Сиена (1457 – 1506)
- Никола ди Улисе да Сиена (документиран 1428 – 1470)

- Матео ди Джовани. „Мадоната с Младенеца, ангели и херувими“. 1460 – 65 г. Вашингтон, Национална галерия.
- Нерочо де Ланди. „Женски портрет“. ок. 1485 г. Вашингтон, Национална галерия.
- Франческо ди Джорджо – „Мадоната с Младенеца“, Авиньон
- Бернардино Фунгаи. „Мадоната с Младенеца и двама светци отшелници“. 1480 г., Музей „Пол Гети“ (Лос Анджелис)
- Бенвенуто ди Джовани. „Мадоната с Младенеца и светци". 1480 – 85 г. Национална галерия (Вашингтон)
- Пиетро Ориоли, „Сулпиция“, ок. 1493-95, Худ. музей „Уолтърс“ (Балтимор)

## 16 век: Чинкуечeнто
Големите сиенски художници на 16 век – Содома и Доменико Бекафуми работят вече в съвсем друг стил, който се определя като маниеризъм.
Важни събития настъпват с пристигането от Пиемонт в града на художника Джовани Антонио Бази, известен като Содома, който пренася новия стил, който е видял в Милано и е заимстван от Леонардо. На базата на този стил Доменико Бекафуми създава експериментален стил на базата на ефектите на светлината, цвят и изразителност. В своите творби, като например „Света Екатерина, получаваща стигмата“, има вдъхновение от традицията на 15 век (като Пиетро Перуджино), но с пространствена величествена чувствителност, издължени фигури и сложно проявени и абсорбирани от много лична чувствителност към светлината и цвета. Бекафуми умира през 1551 г., след като работи в продължение на 40 г. в родния си град. Само две години по-късно, през 1553 г., Сиена е кърваво завладяна от Козимо I Медичи, губи своята светска независимост и на практика – и своята роля като художествена столица.

### Художници (1501–1550)
- Джироламо ди Бенвенуто (1470 – 1524)
- Джакомо Пакияроти (1474 – 1540)
- Джироламо дел Пакия (1477 – сл. 1535)
- Содома (1477 – 1549)
- Доменико Бекафуми (1486 – 1551) – маниерист

- Джироламо ди Бенвенуто. „Портрет на млада жена“, ок.1508 г. Вашингтон, Национална галерия за изкуство.
- Джакомо Пакияроти. „Мадоната с Младенеца“, кр. 15 век - нач. 16 век
- Джироламо дел Пакия. „Мадоната с Младенеца и малкия Йоан Кръстител“.
- Содома „Автопортрет“. Детайл от фреска „Чудо с решето". 1505 – 1508 г. Монте Оливето Маджоре.
- Доменико Бекафуми „Мадоната с Младенеца и младия Йоан Кръстител“, ок. 1542

В средата на 16 век Сиенската република престава да съществува. С падането на републиката тихо изчезва и Сиенската школа. Този целенасочен, проникнат с висока религиозност дух, който обединява сиенското изкуство, отстъпва място на нов, по-трезв, научен възглед за света, а сиенските художници се отказват от местната традиция, заимствайки идеи от най-различни художници. Сред последните сиенски художници, в чиято живопис се забелязва връзка с местната традиция, може да се споменат Бернардино Фунгаи, неговите ученици Джакомо Пакияроти и Джироламо дел Пакия.

### Художници – маниеристи (1550–1600)
- Бартоломео Нерони (Ил Ричо) (1505 – 1571) – маниерист

- Бартоломео Нерони, Мадоната с Младенеца и светци, ок.1570
- Бартоломео Нерони, Пиет', ок. 1570
- Бартоломео Нерони, Св. Ансаний кръщава младенец, ок. 1570
- Бартоломео Нерони, Св. Ансаний, ок. 1570
- Бартоломео Нерони

- Вентура Салимбени (20 януари 1568 – 1613) – маниерист

- Вентура Салимбени, „Чудото на св. Хиацинт“, 1590-1610, Санто Спирито (Сиена)
- Вентура Салимбени, „Прославяне на евхаристията“

## 17 век: Сейченто
Сейченто ознаменува залеза на епохата на Ренесанса в Италия и началото на Контрареформацията и епохата на маниеризма и барока.

### Барокови художници (1601–1650)
- Франческо Вани (1563 – 1610) – бароков художник
- Бернардино Мей (1612 –1676) – бароков художник

- Бернардино Мей „Христос изгонва търговците от храма“, 1655, музей „Пол Гети“ (Лос Анджелис)
- Бернардино Мей, „Орест убива Клитемнестра“, 1655

## Подобни
- Авиньонска живописна школа
- Болонска живописна школа
- Венецианска живописна школа
- Лукано-пизанска школа
- Умбрийска школа
- Ферарска живописна школа
- Флорентинска живописна школа